# Lissotesta conoidea
Lissotesta conoidea là một loài ốc biển nhỏ, là động vật thân mềm chân bụng sống ở biển trong họ Turbinidae.